# دان ديفيس (لاعب كرة قدم أمريكية)
دان ديفيس (بالإنجليزية: Dan Davis)‏ هو لاعب كرة قدم أمريكية أمريكي، ولد في 7 يناير 1986 في نيوآرك في الولايات المتحدة.

## وصلات خارجية
- دان ديفيس على موقع JustSportsStats.com (الإنجليزية)